# Meester van de Kroniek van Pisa

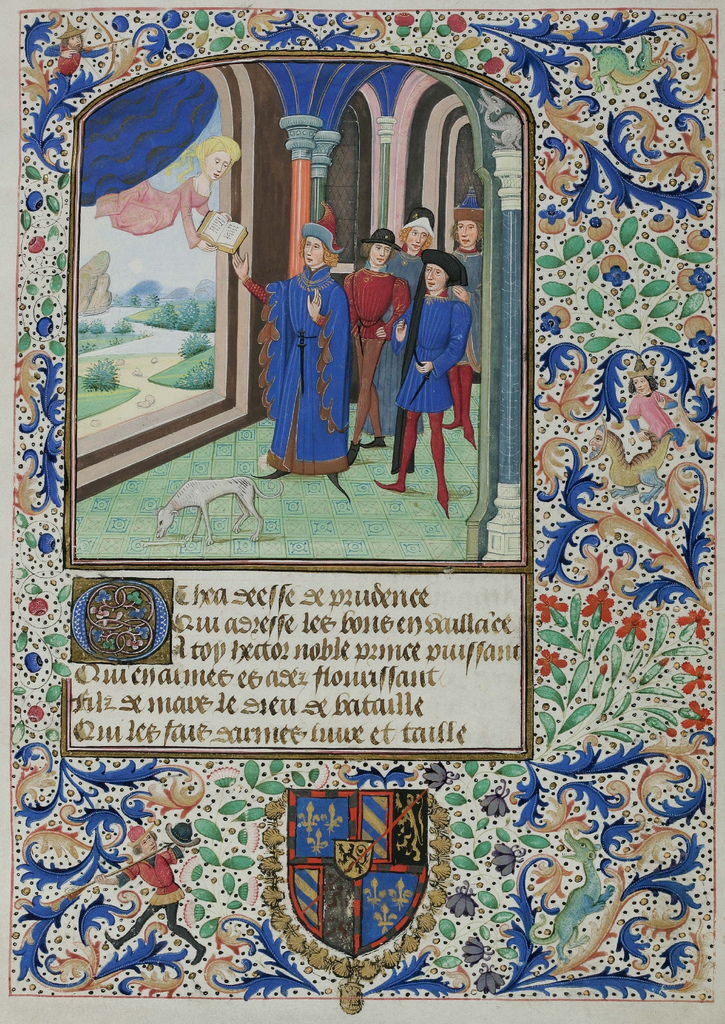
Épitre d’Othéa, Meester van de Kroniek van Pisa, Othea daalt af uit de wolken, Cologny (Genève), Fondation Bodmer, ms. 49, f7r

De Meester van de Kroniek van Pisa was een miniaturist die actief was in Brugge omstreeks 1440 – 1470. Hij bleef lang een van de vele anonieme kunstenaars de bekend stonden als de navolgers van Willem Vrelant. Het is pas recent dat een aantal werken typerend voor zijn stijl vergeleken werden en dat zijn eigen persoonlijkheid werd vastgesteld.
Zijn noodnaam verwijst naar een Kroniek van Pisa (BnF, Parijs, ms. fr. 9041) die in opdracht van Antoon van Bourgondië werd gemaakt en waarvan deze kunstenaar het titelblad illustreerde met een miniatuur die gebaseerd was op een prototype van Vrelant uit de Chroniques de Hainaut (Koninklijke Bibliotheek van België, Brussel, ms.9243, ff.260r en 276r).).
Vrelant en deze meester waren beiden in Brugge gevestigd en er zijn talrijke aanwijzingen dat ze nauw samenwerkten, zoals die andere anonymus die we kennen als de Meester van de Vraie cronique descoce.  Beide verluchters deelden verschillende stijlkenmerken met Vrelant. Ze werkten ook zelfstandig maar ze waren niet origineel en vindingrijk genoeg om zich van de meester te onderscheiden.

## Werken
Het corpus van de Meester van de Kroniek van Pisa is vrij beperkt maar laat toch toe om zijn werk te beoordelen. Hij schilderde zowel grisailles als miniaturen in kleur. 
Naast de Kroniek van Pisa werkte hij onder meer mee aan een Bible moralisée die tussen 1455 en 1460 gemaakt werd voor Lodewijk van Gruuthuse, nu in Parijs in de BnF als ms. fr. 897. Dit werk werd gemaakt door drie miniaturisten met miniaturen in semigrisaille; het leeuwendeel ervan is van de hand van de Meester van de Kroniek van Pisa. Ook Vrelant leverde er zijn bijdrage aan, een schitterende miniatuur vooraan in het werk (f6v) die het offer van Isaac voorstelt. Hierop volgen twee miniaturen van een andere artiest en daarna 40 kleinere miniaturen van de hand van de Meester van de Kroniek van Pisa. Hij schilderde ook het frontispice. Naast de miniaturen van zijn hand staat een nummering in Romeinse cijfers, een productiemerk dat we ook terugvinden in de binnenmarges van de Kroniek van Pisa.
De meester verluchtte ook een exemplaar van het Livre des Bonnes moeurs van Jacques Legrand (Vaticaanstad, Vaticaanse Bibliotheek, ms. pal. lat.1995). Het handschrift werd in 1467 gekopieerd door David Aubert voor Guillaume Bourgeois, raadsheer van de hertog van Bourgondië.
Hij werkte tussen 1465 en 1470 ook mee aan een getijdenboek, de Pembroke Hours (Philadelphia, Philadelphia Museum of Art, The Philip S. Collins collection, inv. 1945-65-2) tussen 1465 en 1470. De hand van de meester is hier herkenbaar in de halfbladminiaturen van de Mariagetijden.
Deze werken in een vrij homogene stijl, werden gemaakt in de periode dat hij in de nabijheid van Vrelant werkte. Daarnaast werkte hij ook aan een aantal handschriften voor de grote bibliofielen en de boekenmarkt. Dit resulteerde in een aantal eerder middelmatige werken die toch duidelijk aan de meester of een zeer nabije medewerker kunnen worden toegeschreven, zoals:
- La Fleur des Histoires van Jean Mansel, Bibliothèque de Genève, ms. fr. 64
- Épitre d’Othéa, Cologny (Genève), Fondation Bodmer, ms. 49
- Bundel mystieke traktaten Brussel, Koninklijke Bibliotheek van België, ms. 9297-9302

Het deel van zijn werk waartoe La Fleur des Histoires en l’Épitre d’Othéa behoren, is misschien verwant met de productie van de Dresdener Nachfolger Vrelants, niet te verwarren met Meester van het gebedenboek van Dresden een andere anonymus die mogelijk te vereenzelvigen is met de Meester van de Kroniek van Pisa.

## Stijlkenmerken
De meester schildert in een vrij lineaire stijl met scherpe omtreklijnen. Zijn figuren hebben daardoor een lichte stijve houding. De gelaatstrekken hebben een uitgesproken grafisch aspect. De plooien van de gewaden zijn uitgehold en op conventionele wijze gedrapeerd, soms wat overdreven afgebroken. De architecturale elementen worden vereenvoudigd weergegeven en de schaal lijkt willekeurig gekozen. De landschappen blijven vrij leeg, maar afbeeldingen van de zee met woeste golven of van spectaculaire wolkenhemels zijn schilderachtig en naturalistisch.